# La Chapelle-Saint-Laud
La Chapelle-Saint-Laud é uma comuna francesa na região administrativa da Pays de la Loire, no departamento de Maine-et-Loire. Estende-se por uma área de 10,63 km². Em 2010 a comuna tinha 772 habitantes (densidade: 72,6 hab./km²).